# Belga (monnaie)
Pour les articles homonymes, voir Belga (homonymie).
Le belga était une unité monétaire de la Belgique, de 1926 au 8 janvier 1946 et valant 5 francs belges.
À la fin de 1925, la Belgique quittait l'Union latine, qui l'unissait à la France, la Suisse, l'Italie et la Grèce, à la suite de la dévaluation constante de ses monnaies. Le ministre Émile Francqui mit en place un programme pour stabiliser le franc belge. L'une des mesures prises dans l'arrêté du 25 octobre 1926, était l'établissement du belga, valant 5 francs. Cette nouvelle unité devait remplacer le franc belge sur le marché des changes international. La Belgique prenait alors ses distances vis-à-vis du franc français, alors dans la tourmente.
Les billets de banque et de trésorerie portèrent la double valeur (en franc et en belga) dès 1927, jusqu'à la fin de la Seconde Guerre mondiale. Trois pièces de monnaie furent frappées entre 1930 et 1934 portant la double valeur : en franc et en belga.
La population belge, tout comme les marchés, n'adoptèrent jamais la nouvelle unité et elle fut abrogée dans l'arrêté-loi du 8 janvier 1946.

## Annexe